# Vladimer Chanturia
Vladimer Chanturia (n. 1 iulie 1978, Poti, Republica Sovietică Socialistă Gruzină, URSS) este un boxer ce a reprezentat Georgia, medaliat olimpic. A participat la o ediție a Jocurilor Olimpice (2000) în care a câștigat o medalie de bronz.

## Participări
Lista de mai jos prezintă principalele competiții la care a participat Vladimer Chanturia de-a lungul carierei.
- boxing at the 2000 Summer Olympics – heavyweight[*]